# Wacław Biliński
Wacław Biliński (ur. 17 stycznia 1921 we Lwowie, zm. 1 kwietnia 1999 w Łodzi) – polski prozaik i scenarzysta filmowy, fotografik.
Ukończył szkołę średnią. W latach 1944–46 służył w LWP. Od 1948 mieszkał w Łodzi. Debiutował w 1951 jako autor audycji radiowych. W latach 1953−1954 był redaktorem Wytwórni Filmów Oświatowych, w latach 1954-1964 i ponownie 1969–1970 pracował w Redakcji Literackiej w Polskim Radiu w Łodzi, w latach 1964–1968 był redaktorem naczelnym tygodnika „Odgłosy”. Był kierownikiem literackim zespołu filmowego "Profil".
Jako dziennikarz odegrał niepochlebną rolę w okresie marca 1968. 
Po odejściu na własne życzenie z tygodnika "Odgłosy" zajmował się wyłącznie pracą literacką. Był autorem scenariuszy dla Teatru Telewizji i filmu oraz słuchowisk radiowych. 
Od dzieciństwa zajmował się fotografią. W 1963 roku wydał album fotograficzny "Łódź jaką znam" dokumentujący realistycznie życie miasta, typy ludzkie i scenki rodzajowe.

## Nagrody
- 1968 – Nagroda Ministra Kultury i Sztuki III stopnia za powieść Nagrody i odznaczenia;
- 1969 – Nagroda Ministra Obrony Narodowej za Nagrody i odznaczenia;
- 1970 - nagroda zespołowa III stopnia Ministra Obrony Narodowej za film Raj na ziemi
- 1977 - nagroda CRZZ za Wypadek
- 1979 - nagroda II stopnia Ministra Obrony Narodowej
- 1985 - nagroda II stopnia Ministra Kultury i Sztuki

## Twórczość literacka
- Szósta bateria (powieść)
- Bój (powieść)
- Lato po wojnie (powieść)
- Łódź jaką znam (album)
- Nagrody i odznaczenia (powieść), ekranizacja
- Szkic do portretu (powieść)
- Los i łut szczęścia (powieść)
- Wypadek (powieść)
- Wrócić do siebie (powieść)
- Ikony (powieść)
- Koniec wakacji (powieść)
- Widoki o zmierzchu (powieść)
- Sprawa w Marsylii (powieść)
- Wyjaśnienie (powieść)
- Pomadka od Hawurassa (powieść)

## Twórczość fotograficzna
- "Łódź jaką znam" (album, Wydawnictwo Łódzkie, 1963)
- "Łodzianie" (album, Wydawnictwo Kusiński, 2018)